# Torre de Can Pepó
La Torre de Can Pepó és un edifici del municipi de Torrelles de Foix (Alt Penedès) declarat bé cultural d'interès nacional. Situada a l'extrem de l'altiplà, orientat cap a la plana de Torrelles, on hi ha el veïnat de les Torres Altes.

## Descripció
És una casa fortificada amb torre rodona i elements medievals. És de planta quadrangular, amb una torre a l'extrem, de planta circular, escapçada. Les parets de la torre només fan uns 50 cm de gruix, a la part superior. Té un diàmetre interior de 2,30 m. La seva alçada actual és de tan sols uns 6 m. Al capdamunt hi ha una porta o obertura orientada cap al SE. Aquesta obertura, ara en part tapiada, és acabada amb un arc fet en forma de plec de llibre, poc acurat. La torre ha estat força malmesa des de fa anys. Té la banda occidental mig desfeta, amb la finalitat de fer-hi més fàcil l'accés des de la casa de pagès que tenia adossada al costat.
Tot el conjunt va ser construït amb pedra, tallada en carreus petits (15 cm d'alt × 20 cm de llarg per exemple) i irregulars. Als angles hi ha grans carreus regulars. En un portal immediat a la torre circular hi ha la data de 1794.
És difícil d'establir-ne la datació. Aquesta construcció és bastant rústega, cosa que pot fer que sembli més antiga del que és. Podem pensar que era una torre de guaita o, més aviat, que ja era de bon principi la torre de defensa d'una casa o de diverses cases properes. Tot i que és agosarat d'assegurar res, creiem que cal datar-la més aviat cap al segle xii o XIII.